# Heaven and Hell (álbum de Black Sabbath)
Heaven & Hell (en español: Cielo e infierno) es el noveno álbum de estudio de la banda de heavy metal Black Sabbath, lanzado al mercado el 18 de abril de 1980 a través de Vertigo Records. Es el primer álbum con la participación del vocalista Ronnie James Dio (exmiembro de Rainbow) y con el productor Martin Birch en la banda.
Heaven and Hell se convirtió en uno de los álbumes más vendidos de Black Sabbath después de la crisis que había sufrido con el despido de su anterior vocalista, Ozzy Osbourne. Para la grabación de este disco se recurrió a Geoff Nicholls como bajista, puesto que Butler había estado amenazando con dejar la banda y no participó en las sesiones de composición y ensayos del disco. Cuando Butler decidió quedarse en la banda, Nicholls pasó a tocar el teclado, un puesto que ocuparía en los conciertos del grupo durante veinte años, a pesar de que solo fue miembro oficial durante menos de un año.
Luego de una breve gira promocionando el disco, en agosto de 1980, el baterista Bill Ward dejó el grupo debido a problemas personales y a sus problemas con el alcohol y las drogas. Su sustituto fue Vinny Appice quien siguió tocando durante el resto de la gira.

## Lista de canciones
Todas las letras y canciones fueron compuestas por Tony Iommi, Ronnie James Dio, Bill Ward y Geezer Butler.

### Lado A
| N.º   | Título                                | Música | Escritor(es) | Duración |  |
| 1.    | «Neon Knights (Caballeros de neón)»   |        |              | 3:49     |  |
| 2.    | «Children of the Sea (Niños del mar)» |        |              | 5:30     |  |
| 3.    | «Lady Evil (Dama malvada)»            |        |              | 4:22     |  |
| 4.    | «Heaven and Hell (Cielo e infierno)»  |        |              | 6:56     |  |
| 20:37 |                                       |        |              |          |  |

### Lado B
| N.º   | Título                                         | Música | Escritor(es) | Duración |  |
| 1.    | «Wishing Well (Pozo de los deseos)»            |        |              | 4:08     |  |
| 2.    | «Die Young (Muere joven)»                      |        |              | 4:41     |  |
| 3.    | «Walk Away (Aléjate)»                          |        |              | 4:21     |  |
| 4.    | «Lonely is the Word (Solitario es la palabra)» |        |              | 5:49     |  |
| 18:59 |                                                |        |              |          |  |

## Integrantes

### Banda
- Tony Iommi – Guitarras
- Ronnie James Dio – Voz principal
- Geezer Butler – Bajo eléctrico
- Bill Ward – Batería y Percusiones

### Personal adicional
- Geoff Nicholls – Teclados

- Datos: Q383462